# Diocesi di Tamallula
La diocesi di Tamallula (in latino Dioecesis Tamallulensis) è una sede soppressa e sede titolare della Chiesa cattolica.

## Storia
Tamallula, identificabile con Râs-El-Oued nell'odierna Algeria, è un'antica sede episcopale della provincia romana della Mauritania Sitifense.
Alla conferenza di Cartagine del 411, che vide riuniti assieme i vescovi cattolici e donatisti dell'Africa romana, presero parte due vescovi Tamallensis, il cattolico Gregorio e il donatista Lucio. Gli autori identificano questa sede con quella Tamallulensis nella Mauritania Sitifense. Mandouze tuttavia fa notare che Tamallensis potrebbe anche essere corretto in Tamallumensis; in questo caso si avrebbero due sedi con lo stesso nome, Tamalluma in Bizacena e Tamalluma nella Mauritania Sitifense.
Terzo vescovo assegnato a questa diocesi è Ruffino, episcopus Tamallumensis, il cui nome appare al 1º posto nella lista dei vescovi della Mauritania Sitifense convocati a Cartagine dal re vandalo Unnerico nel 484; Ruffino, come tutti gli altri vescovi cattolici africani, fu condannato all'esilio.
Dal 1933 Tamallula è annoverata tra le sedi vescovili titolari; dal 22 giugno 2010 il vescovo titolare è Michael Joseph Fitzgerald, già vescovo ausiliare di Filadelfia.

## Cronotassi

### Vescovi residenti
- Gregorio † (menzionato nel 411)
  - Lucio † (menzionato nel 411) (vescovo donatista)
- Ruffino † (menzionato nel 484)

### Vescovi titolari
- Anthony Joseph Emery † (4 dicembre 1967 - 13 settembre 1976 nominato vescovo di Portsmouth)
- Zygmunt Józef Pawłowicz † (10 agosto 1985 - 18 marzo 2010 deceduto)
- Michael Joseph Fitzgerald, dal 22 giugno 2010